# Pandemia de COVID-19 în Italia
Pandemia de coronavirus din Italia este o pandemie în curs de desfășurare pe teritoriul Italiei cauzată de noul coronavirus 2019-nCoV (SARS-CoV-2), virus care provoacă o infecție numită COVID-19, care poate fi asimptomatică, ușoară, moderată sau severă. Infecția severă include o pneumonie atipică severă manifestată clinic prin sindromul de detresă respiratorie acută.
În noiembrie 2019, medicii s-ar fi confruntat cu cazuri „foarte ciudate” de pneumonie.
Primul caz confirmat în Italia a fost la 31 ianuarie 2020 când doi turiști chinezi au sosit în țară.
Pe 15 martie, erau 24.747 de cazuri confirmate, 1.809 de decese și 2.335 de persoane recuperate, rămânând 20.603 de cazuri active în Italia. Marea majoritate a celor decedați este formată din persoane peste 65 de ani.
Pe 27 martie, 919 de oameni au murit de coronavirus, cel mai grav bilanț din peninsulă de la izbucnirea pandemiei.
La 27 martie 2020, erau 80.589 de cazuri confirmate, 8.215 de decese și 10.361 de persoane recuperate, rămânând 62.013 de cazuri active în Italia, din care 3.612 cazuri grave.
Conform Comunicatului de presă nr.55/2021, Clarificări privind raportul de deces, 2,9% dintre decedați nu au avut alte patologii diagnosticate înainte de infectare. Rapoartele comune ISTAT-ISS întocmite pe baza certificatelor de deces arată că boala COVID-19 este cauza direct responsabilă pentru decesul a 89% din decesele persoanelor pozitive pentru testul SARS-CoV-2.
| \| COVID-19 în Italia Decese Vindecări Cazuri \| COVID-19 în Italia Decese Vindecări Cazuri \| COVID-19 în Italia Decese Vindecări Cazuri \| COVID-19 în Italia Decese Vindecări Cazuri \| COVID-19 în Italia Decese Vindecări Cazuri \| \| --------------------------------------------------------------------------------------------------------------------------------------------------------------------------------------------------------------------------------------------------------------------------------------------------------------------------------------------------------------------------------------------------------------------------------------------------------------------------------------------------------------------------------------------------------------------------------------------------------------------------------------------------------------------------------------------------------------------------------------------------------------------------- \| ------------------------------------------ \| ------------------------------------------ \| ------------------------------------------ \| ------------------------------------------ \| \| Data \| \| \| # de cazuri \| # de decese \| \| 2020-01-31 \| 2020-01-31 \| \| 2 (n.a.) \| \| \| 2020-02-06 \| 2020-02-06 \| \| 3 (+50%) \| \| \| 2020-02-21 \| 2020-02-21 \| \| 20 (+567%) \| 1 (n.a.) \| \| 2020-02-22 \| 2020-02-22 \| \| 79 (+295%) \| 2 (+1) \| \| 2020-02-23 \| 2020-02-23 \| \| 150 (+90%) \| 3 (+1) \| \| 2020-02-24 \| 2020-02-24 \| \| 229 (+53%) \| 6 (+3) \| \| 2020-02-25 \| 2020-02-25 \| \| 322 (+41%) \| 10 (+4) \| \| 2020-02-26 \| 2020-02-26 \| \| 445 (+38%) \| 12 (+2) \| \| 2020-02-27 \| 2020-02-27 \| \| 650 (+63%) \| 17 (+5) \| \| 2020-02-28 \| 2020-02-28 \| \| 888 (+37%) \| 21 (+4) \| \| 2020-02-29 \| 2020-02-29 \| \| 1.128 (+27%) \| 29 (+8) \| \| 2020-03-01 \| 2020-03-01 \| \| 1.694 (+50%) \| 34 (+5) \| \| 2020-03-02 \| 2020-03-02 \| \| 2.036 (+20%) \| 52 (+18) \| \| 2020-03-03 \| 2020-03-03 \| \| 2.502 (+23%) \| 79 (+27) \| \| 2020-03-04 \| 2020-03-04 \| \| 3.089 (+23%) \| 107 (+28) \| \| 2020-03-05 \| 2020-03-05 \| \| 3.858 (+25%) \| 148 (+41) \| \| 2020-03-06 \| 2020-03-06 \| \| 4.636 (+20%) \| 197 (+49) \| \| 2020-03-07 \| 2020-03-07 \| \| 5.883 (+27%) \| 233 (+36) \| \| 2020-03-08 \| 2020-03-08 \| \| 7.375 (+25%) \| 366 (+133) \| \| 2020-03-09 \| 2020-03-09 \| \| 9.172 (+24%) \| 463 (+97) \| \| 2020-03-10 \| 2020-03-10 \| \| 10.149 (+11%[i]) \| 631 (+168) \| \| 2020-03-11 \| 2020-03-11 \| \| 12.462 (+23%[ii]) \| 827 (+196) \| \| 2020-03-12 \| 2020-03-12 \| \| 15.113 (+21%) \| 1.016 (+189) \| \| 2020-03-13 \| 2020-03-13 \| \| 17.660 (+17%) \| 1.266 (+250) \| \| 2020-03-14 \| 2020-03-14 \| \| 21.157 (+20%) \| 1.441 (+175) \| \| 2020-03-15 \| 2020-03-15 \| \| 24.747 (+17%) \| 1.809 (+368) \| \| 2020-03-16 \| 2020-03-16 \| \| 27.980 (+13%[iii]) \| 2.158 (+349) \| \| 2020-03-17 \| 2020-03-17 \| \| 31.506 (+13%[iv]) \| 2.503 (+345) \| \| 2020-03-18 \| 2020-03-18 \| \| 35.713 (+13%[v]) \| 2.978 (+475) \| \| 2020-03-19 \| 2020-03-19 \| \| 41.035 (+15%) \| 3.405 (+427) \| \| 2020-03-20 \| 2020-03-20 \| \| 47.021 (+15%) \| 4.032 (+627) \| \| 2020-03-21 \| 2020-03-21 \| \| 53.578 (+14%) \| 4.825 (+793) \| \| 2020-03-22 \| 2020-03-22 \| \| 59.138 (+10%) \| 5.475 (+650) \| \| 2020-03-23 \| 2020-03-23 \| \| 63.927 (+8.1%) \| 6.077 (+602) \| \| 2020-03-24 \| 2020-03-24 \| \| 69.176 (+8.2%) \| 6.820 (+12%) \| \| 2020-03-25 \| 2020-03-25 \| \| 74.386 (+7.5%) \| 7.503 (+10%) \| \| 2020-03-26 \| 2020-03-26 \| \| 80.539 (+8.3%[vi]) \| 8.215 (+9.5%) \| \| 2020-03-27 \| 2020-03-27 \| \| 86.498 (+7.4%) \| 9.134 (+11%) \| \| 2020-03-28 \| 2020-03-28 \| \| 92.472 (+6.8%) \| 10.023 (+9.7%) \| \| 2020-03-29 \| 2020-03-29 \| \| 97.689 (+5.6%) \| 10.779 (+7.5%) \| \| 2020-03-30 \| 2020-03-30 \| \| 101.739 (+4.1%) \| 11.591 (+7.5%) \| \| 2020-03-31 \| 2020-03-31 \| \| 105.792 (+4.0%) \| 12.428 (+7.2%) \| \| 2020-04-01 \| 2020-04-01 \| \| 110.574 (+4.5%) \| 13.155 (+5.8%) \| \| 2020-04-02 \| 2020-04-02 \| \| 115.242 (+4.2%) \| 13.915 (+5.7%) \| \| 2020-04-03 \| 2020-04-03 \| \| 119.827 (+4.0%) \| 14.681 (+5.5%) \| \| 2020-04-04 \| 2020-04-04 \| \| 124.632 (+4.0%) \| 15.362 (+4.6%) \| \| 2020-04-05 \| 2020-04-05 \| \| 128.948 (+3.5%) \| 15.887 (+3.4%) \| \| 2020-04-06 \| 2020-04-06 \| \| 132.547 (+2.8%) \| 16.523 (+4.0%) \| \| 2020-04-07 \| 2020-04-07 \| \| 135.586 (+2.3%) \| 17.127 (+3.7%) \| \| Surse: - până pe 22 februarie 2020: diverse surse de știri - pe 23 februarie 2020: Protezione Civile bulletins at 18:00 CET Cazuri: 135586 Decese: 17127 Persoane vindecate: 24392 Note: 1. ↑ Datele din 2020-03-10 sunt parțiale datorită întârzierii rezultatelor testelor în Lombardia. 2. ↑ Datele din 2020-03-11 nu includ cazuri din Abruzzo. 3. ↑ Datele din 2020-03-16 nu includ cazuri din Apulia și provincia autonomă Trento (aproximativ 150 de cazuri). 4. ↑ Datele din 2020-03-17 nu includ cazuri din provincia Rimini. 5. ↑ Datele din 2020-03-18 nu includ cazuri din Campania și provincia Parma. 6. ↑ Datele din 2020-03-26 cu privire la numărul de decese din Piemont au fost transcrise cu un tipar. și apoi corectate de autoritățile piemontane.[8] \| \| \| \| \| |            |  |                 |                |
| COVID-19 în Italia Decese Vindecări Cazuri |            |  |                 |                |
| Data |            |  | # de cazuri     | # de decese    |
| 2020-01-31 | 2020-01-31 |  | 2 (n.a.)        |                |
| 2020-02-06 | 2020-02-06 |  | 3 (+50%)        |                |
| 2020-02-21 | 2020-02-21 |  | 20 (+567%)      | 1 (n.a.)       |
| 2020-02-22 | 2020-02-22 |  | 79 (+295%)      | 2 (+1)         |
| 2020-02-23 | 2020-02-23 |  | 150 (+90%)      | 3 (+1)         |
| 2020-02-24 | 2020-02-24 |  | 229 (+53%)      | 6 (+3)         |
| 2020-02-25 | 2020-02-25 |  | 322 (+41%)      | 10 (+4)        |
| 2020-02-26 | 2020-02-26 |  | 445 (+38%)      | 12 (+2)        |
| 2020-02-27 | 2020-02-27 |  | 650 (+63%)      | 17 (+5)        |
| 2020-02-28 | 2020-02-28 |  | 888 (+37%)      | 21 (+4)        |
| 2020-02-29 | 2020-02-29 |  | 1.128 (+27%)    | 29 (+8)        |
| 2020-03-01 | 2020-03-01 |  | 1.694 (+50%)    | 34 (+5)        |
| 2020-03-02 | 2020-03-02 |  | 2.036 (+20%)    | 52 (+18)       |
| 2020-03-03 | 2020-03-03 |  | 2.502 (+23%)    | 79 (+27)       |
| 2020-03-04 | 2020-03-04 |  | 3.089 (+23%)    | 107 (+28)      |
| 2020-03-05 | 2020-03-05 |  | 3.858 (+25%)    | 148 (+41)      |
| 2020-03-06 | 2020-03-06 |  | 4.636 (+20%)    | 197 (+49)      |
| 2020-03-07 | 2020-03-07 |  | 5.883 (+27%)    | 233 (+36)      |
| 2020-03-08 | 2020-03-08 |  | 7.375 (+25%)    | 366 (+133)     |
| 2020-03-09 | 2020-03-09 |  | 9.172 (+24%)    | 463 (+97)      |
| 2020-03-10 | 2020-03-10 |  | 10.149 (+11%)   | 631 (+168)     |
| 2020-03-11 | 2020-03-11 |  | 12.462 (+23%)   | 827 (+196)     |
| 2020-03-12 | 2020-03-12 |  | 15.113 (+21%)   | 1.016 (+189)   |
| 2020-03-13 | 2020-03-13 |  | 17.660 (+17%)   | 1.266 (+250)   |
| 2020-03-14 | 2020-03-14 |  | 21.157 (+20%)   | 1.441 (+175)   |
| 2020-03-15 | 2020-03-15 |  | 24.747 (+17%)   | 1.809 (+368)   |
| 2020-03-16 | 2020-03-16 |  | 27.980 (+13%)   | 2.158 (+349)   |
| 2020-03-17 | 2020-03-17 |  | 31.506 (+13%)   | 2.503 (+345)   |
| 2020-03-18 | 2020-03-18 |  | 35.713 (+13%)   | 2.978 (+475)   |
| 2020-03-19 | 2020-03-19 |  | 41.035 (+15%)   | 3.405 (+427)   |
| 2020-03-20 | 2020-03-20 |  | 47.021 (+15%)   | 4.032 (+627)   |
| 2020-03-21 | 2020-03-21 |  | 53.578 (+14%)   | 4.825 (+793)   |
| 2020-03-22 | 2020-03-22 |  | 59.138 (+10%)   | 5.475 (+650)   |
| 2020-03-23 | 2020-03-23 |  | 63.927 (+8.1%)  | 6.077 (+602)   |
| 2020-03-24 | 2020-03-24 |  | 69.176 (+8.2%)  | 6.820 (+12%)   |
| 2020-03-25 | 2020-03-25 |  | 74.386 (+7.5%)  | 7.503 (+10%)   |
| 2020-03-26 | 2020-03-26 |  | 80.539 (+8.3%)  | 8.215 (+9.5%)  |
| 2020-03-27 | 2020-03-27 |  | 86.498 (+7.4%)  | 9.134 (+11%)   |
| 2020-03-28 | 2020-03-28 |  | 92.472 (+6.8%)  | 10.023 (+9.7%) |
| 2020-03-29 | 2020-03-29 |  | 97.689 (+5.6%)  | 10.779 (+7.5%) |
| 2020-03-30 | 2020-03-30 |  | 101.739 (+4.1%) | 11.591 (+7.5%) |
| 2020-03-31 | 2020-03-31 |  | 105.792 (+4.0%) | 12.428 (+7.2%) |
| 2020-04-01 | 2020-04-01 |  | 110.574 (+4.5%) | 13.155 (+5.8%) |
| 2020-04-02 | 2020-04-02 |  | 115.242 (+4.2%) | 13.915 (+5.7%) |
| 2020-04-03 | 2020-04-03 |  | 119.827 (+4.0%) | 14.681 (+5.5%) |
| 2020-04-04 | 2020-04-04 |  | 124.632 (+4.0%) | 15.362 (+4.6%) |
| 2020-04-05 | 2020-04-05 |  | 128.948 (+3.5%) | 15.887 (+3.4%) |
| 2020-04-06 | 2020-04-06 |  | 132.547 (+2.8%) | 16.523 (+4.0%) |
| 2020-04-07 | 2020-04-07 |  | 135.586 (+2.3%) | 17.127 (+3.7%) |
| Surse: - până pe 22 februarie 2020: diverse surse de știri - pe 23 februarie 2020: Protezione Civile bulletins at 18:00 CET Cazuri: 135586 Decese: 17127 Persoane vindecate: 24392 Note: 1. 2. 3. 4. 5. 6. |            |  |                 |                |